# Марков Альберт Олександрович
Альберт Олександрович Марков (8 травня 1933, Харків, УСРР, СРСР) — американський скрипаль, композитор, диригент, музичний педагог.
У роки німецько-радянської війни займався скрипкою в евакуації в Свердловську під керівництвом Петра Столярського. Потім навчався в Харкові у Адольфа Лещинського. У 1956 році перевівся в Москву в Державний музично-педагогічний інститут імені Гнесіних, який закінчив в 1957 році за класом скрипки Юрія Янкелевича, у нього ж навчався в аспірантурі. Вивчав також композицію під керівництвом Арама Хачатуряна і Генріха Літинського. У 1957 році був удостоєний золотої медалі Всесвітнього фестивалю молоді і студентів у Москві. У 1959 році посів друге місце на Міжнародному конкурсі імені королеви Єлизавети, в 1962 році отримав четверту премію Міжнародного конкурсу імені Петра Чайковського.
У 1960—1975 роках викладав в Інституті імені Гнесіних.
У 1975 році емігрував в США. У 1976 році дебютував в цій країні як соліст з Х'юстонським симфонічним оркестром. Починаючи з 1981 протягом багатьох років викладав в Мангеттенський школі музики, опублікував навчальні посібники «Скрипкова техніка» (англ. Violin technique) і «Маленький скрипаль» (англ. Little Violinist).
Автор Камерної симфонії, скрипкового концерту і кількох сонат, інших камерних і симфонічних творів.
Серед записів Маркова-скрипаля — Концерт № 2 Нікколо Паганіні (з Симфонічним оркестром Всесоюзного радіо і Центрального телебачення під управлінням Геннадія Рождественського).